# John Reinhardt
Pour les articles homonymes, voir Reinhardt.
John Reinhardt (né le 24 février 1901 à Vienne et mort le 6 août 1953  à Berlin) est un réalisateur autrichien.

## Filmographie

### Réalisateur
- 1933 : Yo, tú y ella
- 1934 : Grenadiers de l'amour (Granaderos del amor), coréalisé avec Miguel de Zárraga (es)
- 1934 : Un capitaine de cosaques (Un capitan de Cosacos)
- 1934 : Dos más uno dos
- 1935 : Le Jour où tu m'aimeras (es) (El dia que me quieras)
- 1935 : Tango Bar
- 1936 : Le Capitaine Bagarre (en) (Captain Calamity)
- 1941 : Último refugio (es)
- 1942 : Una novia en apuros (es)
- 1946 : Expiation (en) (The Guilty)
- 1947 : Marée haute (en) (High Tide)
- 1948 : Sofia, ville de corruption (en) (Sofia, City of Intrigue)
- 1951 : Chicago Calling (en)
- 1953 : Maria et ses amoureux (de) (Man nennt es Liebe)
- 1953 : Facteur Müller (de) (Briefträger Müller), coréalisé avec Heinz Rühmann

### Producteur
- 1938 : Joyeux Gitans (Rascals) de H. Bruce Humberstone

### Scénariste
- 1928 : Minuit à Frisco (The River Pirate) de William K. Howard

### Acteur
- 1930 : Chant d'amour (en) (The Climax) de Renaud Hoffman
- 1930 : La danse continue (de) (Der Tanz geht weiter) de William Dieterle
- 1932 : Six Heures à vivre (en) (Six Hours To Live) de William Dieterle
- 1936 : Vive la légion ! (en) (We're in the Legion Now) de Crane Wilbur